# Почётный краевед Украины
Почетный краевед Украины — наивысшее персональное отличие национального союза краеведов Украины, которое присваивается за значительный вклад в развитие краеведческого движения, сохранение национального историко-культурного наследия и природных сокровищ Украины.

## История награды
Предшественником знака отличия было звание «Почётный член Всеукраинского союза краеведов Украины», основанное в начале 1990-х гг. Среди отмеченных лиц — деканы факультетов, директора и сотрудники краеведческих и историко-этнографических музеев и заповедников, руководители региональных организаций Союза, научные деятели, историки, представители профильных органов власти и т. д.
После присвоения 16 октября 2008 года Всеукраинскому союзу краеведов статуса национального вместо звания «Почетный член Всеукраинского союза краеведов» в 2009 году р. был основан знак «Почётный краевед Украины» и изготовлен специальный нагрудный знак.

## Присвоение
Присваивается решением Правления или Президиума Национального союза краеведов Украины за значительный вклад в развитие краеведческого движения, сохранение национального историко-культурного наследия и природных сокровищ Украины. Предусматривает вручение Свидетельства и нагрудного знака «Почётный краевед Украины».
За период с 2009 по 2020 годы звание «Почётный краевед Украины» получило около 200 человек.

## Вручение
Вручается в торжественной обстановке Председателем НСКУ или по его поручению заместителями Председателя, ответственным секретарём, членами Президиума НСКУ, а также представителями руководящих органов региональных организаций Союза.